# Liga para Elevar la Conciencia Política de las Tropas Japonesas
La Liga para Elevar la Conciencia Política de las Tropas Japonesas ((日本覚醒同盟, Nihon Heishi Kakusei Dōmei) fue una organización de resistencia japonesa fundada durante la segunda guerra sino-japonesa. Fue fundada en 1939 por soldados japoneses hechos prisioneros por el 8.º Ejército de Ruta. Según el historiador japonés Saburo Ienaga, esta fue la primera actividad contra la guerra de los prisioneros en las áreas comunistas.